# ブダペスト弦楽四重奏団
ブダペスト弦楽四重奏団（英語: Budapest String Quartet）は、20世紀を代表する弦楽四重奏団。

## 略歴
1917年にブダペスト歌劇場管弦楽団のメンバーによって結成され、メンバーの変遷を遂げながら1967年2月まで活動した。1938年からアメリカに定着して活動し、最終的なメンバーは全員ロシア人となり、ハンガリーおよびブダペストとは関係が無くなったが、名声を得たのはロシア人のヨーゼフ・ロイスマンが第1ヴァイオリンとなって以後である。19世紀からのロマン主義的な歌い回しを避け、活動当初は完膚なきまでの新即物主義的な解釈を行ったこと、第1ヴァイオリンの圧倒的優位を避け、各声部の平等主義を取ったことなどから、現代の弦楽四重奏演奏のスタイルに大きな影響を与えた。
また1940年から長年にわたりアメリカ合衆国の議会図書館つきの弦楽四重奏団としても活躍し、ガートルード・クラーク・ホイットール夫人 Gertrude Clarke Whittall が1935年に議会図書館に寄贈したストラディヴァリウスを演奏に使用した。なお、この地位の1962年以降の後任がジュリアード弦楽四重奏団であり、楽器も彼らに引き継がれた。

## 録音
代表的録音は、ベートーベン弦楽四重奏曲全集（最初は78回転SPレコードの時代、二度目は1951-1952年のモノラルLP録音、三度目は1958-1961年のステレオLP録音）、ピアニストのルドルフ・ゼルキンを招いて演奏したブラームスのピアノ五重奏曲、ワルター・トランプラーを迎えて演奏したモーツァルトの弦楽五重奏曲など。
ロシア人メンバーたちはリハーサルのとき以外は別々に行動し、喫茶店でも別々のテーブルに座り、ミッシャ・シュナイダーとロイスマンがファーストネームで呼び合うまでには22年を要したという。アレクサンダーは最後までロイスマンやクロイトに対してそのような失礼を冒したことが無かった。これがグループとして長続きした秘訣だという。一方でメンバー同士でブリッジを楽しむことが多かった。
ヨーゼフ・ロイスマンの78回転時代はSP盤特有の「時間制限」なるものがあったらしく、相当なまでにドライで機械的な演奏に仕上がった。が、LP時代に入ると線が丸くなり、晩期は必ずしも即物的とは言えなくなっていた。1960年代はさらに機械化を推し進めた団体が珍しくなかったこともあり、当時のブダペストの味わいは追従者や模倣者のないものになった。

## エピソード
What is one Russian? An anarchist. Two Russians? A chess match. Three Russians? A Communist cell. Four Russians? The Budapest String Quartet.
「ロシア人が一人いたら何者だろう？そいつは無政府主義者だ。二人いたら？チェスの試合だ。三人いたら？共産主義グループだ。それではロシア人が四人いたら？それはブダペスト四重奏団だ。」
（ヤッシャ・ハイフェッツが言い出したとされるジョーク）

## 歴代メンバー
第1ヴァイオリン
- エミル・ハウザー（Emil Hauser, 1893年 - 1978年、在籍：1917年 - 1932年）
- ヨーゼフ・ロイスマン（Josef Roismann, 1900年 - 1974年、在籍：1932年 - 1967年）

第2ヴァイオリン
- アルフレート・インディヒ（Alfred Indig, 在籍：1917年 - 1920年）
- イムレ・ポガニー（Imre Pogany, 1893年 - 1975年、在籍：1920年 - 1927年）
- ヨーゼフ・ロイスマン（Josef Roismann, 1900年 - 1974年、在籍：1927年 - 1932年）
- アレクサンダー・シュナイダー（Alexander Schneider, 1908年 - 1993年、在籍：1932年 - 1944年、1955年 - 1967年）
- エドガー・オッテンバーグ（Edgar Ortenberg, 1900年 - 1996年、在籍：1944年 - 1949年）
- ジャック・ゴロデツキー（Jac Gorodetzky, 1913年 - 1955年、在籍：1949年 - 1955年）

ヴィオラ
- イシュトヴァン・イポリ（Istvan Ipolyi, 1886年 - 1955年、在籍：1917年 - 1936年）
- ボリス・クロイト（Boris Kroyt, 1897年 - 1969年、在籍：1936年 - 1967年）

チェロ
- ハリー・ソン（Harry Son, 1880年 - 1940年頃、在籍：1917年 - 1930年）
- ミッシャ・シュナイダー（Mischa Schneider, 1904年 - 1985年、在籍：1930年 - 1967年）第２ヴァイオリンのアレクサンダー・シュナイダーの兄。